# Championnats d'Amérique centrale et des Caraïbes d'athlétisme 2001
Les 18e Championnats d'Amérique centrale et des Caraïbes d'athlétisme ont eu lieu à  Guatemala, au Guatemala, en 2001.

## Résultats

### Hommes
| Épreuve | Or                                                                  | Or             | Argent                                                                    | Argent         | Bronze                                                                 | Bronze         |
| --- | ------------------------------------------------------------------- | -------------- | ------------------------------------------------------------------------- | -------------- | ---------------------------------------------------------------------- | -------------- |
| 100 m | Kim Collins Saint-Christophe-et-Niévès                              | 10 s 04        | Julien Dunkley Jamaïque                                                   | 10 s 35        | Jacey Harper Trinité-et-Tobago                                         | 10 s 39        |
| 200 m | Kim Collins Saint-Christophe-et-Niévès                              | 20 s 55        | Juan Pedro Toledo Mexique                                                 | 20 s 82        | Keita Cline Îles Vierges britanniques                                  | 20 s 88        |
| 400 m | Danny McFarlane Jamaïque                                            | 45 s 20        | Brandon Simpson Jamaïque                                                  | 45 s 46        | Alejandro Cárdenas Mexique                                             | 45 s 85        |
| 800 m | Norberto Téllez Cuba                                                | 1 min 46 s 51  | Marvin Watts Jamaïque                                                     | 1 min 47 s 14  | Simoncito Silvera Venezuela                                            | 1 min 48 s 12  |
| 1 500 m | Salvador Miranda Mexique                                            | 3 min 46 s 78  | Freddy González Venezuela                                                 | 3 min 47 s 04  | Juan Luis Barrios Mexique                                              | 3 min 47 s 62  |
| 5 000 m | Teodoro Vega Mexique                                                | 14 min 00 s 46 | Alejandro Suárez Mexique                                                  | 14 min 11 s 76 | Freddy González Venezuela                                              | 14 min 25 s 84 |
| 10 000 m | Isaac Gómez Mexique                                                 | 30 min 40 s 96 | Jonathan Morales Mexique                                                  | 30 min 41 s 99 | José Amado García Guatemala                                            | 30 min 53 s 52 |
| Semi marathon | Procopio Franco Mexique                                             | 1 h 06 min 33  | Francisco Bautista Mexique                                                | 1 h 06 min 33  | José de Jesús Mexique                                                  | 1 h 06 min 39  |
| 3000 m steeple | Salvador Miranda Mexique                                            | 8 min 50 s 36  | Néstor Nieves Venezuela                                                   | 9 min 01 s 48  | Alex Greaux Porto Rico                                                 | 9 min 03 s 52  |
| 110 m haies | Maurice Wignall Jamaïque                                            | 13 s 76        | Gabriel Burnett Barbade                                                   | 13 s 82        | Stephen Jones Barbade                                                  | 13 s 83        |
| 400 m haies | Mario Watts Jamaïque                                                | 49 s 31        | Jorge Moreno Cuba                                                         | 50 s 05        | Oscar Juanz Mexique                                                    | 50 s 11        |
| Saut en hauteur | Henderson Dottin Barbade                                            | 2,20 m         | Raúl Touset Cuba                                                          | 2,20 m         | Damon Thompson Barbade                                                 | 2,15 m         |
| Saut à la perche | Dominic Johnson Sainte-Lucie                                        | 5,20 m         | Ricardo Diez Venezuela Jorge Tienda Mexique                               | 5,05 m         | -                                                                      |                |
| Saut en longueur | Kareem Streete-Thompson Îles Caïmans                                | 7,97 m         | Leevan Sands Bahamas                                                      | 7,85 m         | Chris Wright Bahamas                                                   | 7,75 m         |
| Triple saut | Brian Wellman Bermudes                                              | 17,24 m        | Yoandri Betanzos Cuba                                                     | 16,64 m        | Gregory Hughes Barbade                                                 | 15,99 m        |
| Lancer du poids | Yojer Medina Venezuela                                              | 18,86 m        | Alexis Paumier Cuba                                                       | 18,66 m        | Dave Stoute Trinité-et-Tobago                                          | 17,79 m        |
| Lancer du disque | Michel Hemmings Cuba                                                | 57,69 m        | Alfredo Romero Porto Rico                                                 | 52,04 m        | Mauricio Serna Mexique                                                 | 50,50 m        |
| Lancer du marteau | Yosmel Montes Cuba                                                  | 69,24 m        | Santos Vega Porto Rico                                                    | 63,11 m        | Aldo Bello Venezuela                                                   | 61,80 m        |
| Lancer du javelot | Manuel Fuenmayor Venezuela                                          | 68,73 m        | Rigoberto Calderón Nicaragua                                              | 67,00 m        | Javier Ugarte Nicaragua                                                | 62,81 m        |
| Décathlon | Maurice Smith Jamaïque                                              | 7755 pts       | Luiggy Llanos Porto Rico                                                  | 7272 pts       | Yonelvis Águila Cuba                                                   | 7196 pts       |
| 20 km marche | Luis Fernando García Guatemala                                      | 1 h 25 min 44  | Mario Iván Flores Mexique                                                 | 1 h 25 min 45  | Julio René Martínez Guatemala                                          | 1 h 29 min 47  |
| 4 × 100 m | Barbade Jamial Rolle Andrew Tynes Iram Lewis Brian Babbs            | 39 s 27A       | Venezuela Juan Morillo José Peña José Manuel Carabalí Ellis Ollarves      | 39 s 31A (NR)  | Porto Rico Carlos Santos Jorge Richardson Osvaldo Nieves Jesús Carrión | 39 s 63A       |
| 4 × 400 m | Jamaïque Orville Taylor Brandon Simpson Mario Watts Danny McFarlane | 3 min 00 s 83  | Mexique Alejandro Cárdenas Roberto Carbajal Juan Pedro Toledo Oscar Juanz | 3 min 03 s 29  | Venezuela Jonathan Palma Nilson Palacios Luis Luna William Hernández   | 3 min 06 s 93  |
| Records et Performances - AR : Record continental (area record) - CR : Record des championnats (championship record) - MR : Record du meeting (meet record) - NR : Record national (national record) - OR : Record olympique (olympic record) - PR : Record paralympique (paralympic record) - PB : Record personnel (personal best) - SB : Meilleure performance personnelle de la saison (season's best) - WL : Meilleure performance mondiale de l'année (world leader) - WJR : Record du monde junior (world junior record) - WR : Record du monde (world record) Circonstances et Conditions - DNF : N'a pas terminé (did not finish) - DNS : N'a pas pris le départ (did not start) - DQ : Disqualification (disqualification) - NM : Aucun essai valable enregistré (No Mark) - Q : Qualifié « directement » au prochain tour (ou à la prochaine compétition), lors d'une compétition majeure, grâce au classement ou à la réalisation des minima (automatic qualifier) - q : Qualifié au prochain tour (ou à la prochaine compétition), lors d'une compétition majeure, grâce au repêchage ou à la réalisation de l'une des meilleures performances parmi celles des « non qualifiés directement » (grâce au meilleur temps ou à la meilleure distance par exemple) (secondary qualifier) |                                                                     |                |                                                                           |                |                                                                        |                |

### Femmes
| Épreuve | Or                                                                             | Or              | Argent                                                               | Argent          | Bronze                                                                                | Bronze          |
| --- | ------------------------------------------------------------------------------ | --------------- | -------------------------------------------------------------------- | --------------- | ------------------------------------------------------------------------------------- | --------------- |
| 100 m | Liliana Allen Mexique                                                          | 11 s 32         | Astia Walker Jamaïque                                                | 11 s 41         | Vírgen Benavides Cuba                                                                 | 11 s 48         |
| 200 m | Cydonie Mothersille Îles Caïmans                                               | 22 s 54         | Liliana Allen Mexique                                                | 23 s 13         | Vírgen Benavides Cuba                                                                 | 23 s 36         |
| 400 m | Michelle Burgher Jamaïque                                                      | 53 s 04         | Allison Beckford Jamaïque                                            | 53 s 28         | Beatriz Cruz Porto Rico                                                               | 53 s 90         |
| 800 m | Yanelis Lara Cuba                                                              | 2 min 01 s 86   | Michelle Ballentine Jamaïque                                         | 2 min 02 s 11   | Sandra Moya Porto Rico                                                                | 2 min 05 s 45   |
| 1 500 m | Yanelis Lara Cuba                                                              | 4 min 32 s 37   | Margarita Tapia Mexique                                              | 4 min 36 s 55   | Gabriela Traña Costa Rica                                                             | 4 min 40 s 73   |
| 5 000 m | América Mateos Mexique                                                         | 16 min 27 s 59  | Margarita Tapia Mexique                                              | 16 min 28 s 76  | Elsa Monterroso Guatemala                                                             | 17 min 17 s 00  |
| 10 000 m | América Mateos Mexique                                                         | 34 min 42 s 91  | Norelis Lugo Venezuela                                               | 36 min 29 s 09  | Ileana Arroyo Porto Rico                                                              | 37 min 48 s 2   |
| Semi marathon | Mariela González Cuba                                                          | 1 h 18 min 33 s | Liliana Merlo Mexique                                                | 1 h 18 min 47 s | Guadelupe García Mexique                                                              | 1 h 22 min 18 s |
| 100 m haies | Dainelky Pérez Cuba                                                            | 13 s 31         | Astia Walker Jamaïque                                                | 13 s 32         | Keitha Moseley Barbade                                                                | 13 s 74         |
| 400 m haies | Yvonne Harrison Porto Rico                                                     | 55 s 86         | Peta-Gaye Gayle Jamaïque                                             | 55 s 92         | Yamelis Ortiz Porto Rico                                                              | 57 s 26         |
| Saut en hauteur | Levern Spencer Sainte-Lucie                                                    | 1,80 m          | Romary Rifka Mexique                                                 | 1,75 m          | Lauren Maul Barbade                                                                   | 1,75 m          |
| Saut à la perche | Katiuska Pérez Cuba                                                            | 3,85 m          | Lorena Espinoza Mexique                                              | 3,45 m          | Michelle Rivera El Salvador                                                           | 3,30 m          |
| Saut en longueur | Elva Goulbourne Jamaïque                                                       | 6,77 m          | Trecia Smith Jamaïque                                                | 6,68 m          | Betsabé Berríos Porto Rico                                                            | 6,23 m          |
| Triple saut | Trecia Smith Jamaïque                                                          | 14,12 m         | Suzette Lee Jamaïque                                                 | 13,75 m         | Yusmay Bicet Cuba                                                                     | 13,62 m         |
| Lancer du poids | Misleydis González Cuba                                                        | 17,20 m         | Neolanis Suárez Venezuela                                            | 13,90 m         | Shernelle Nicholls Barbade                                                            | 13,49 m         |
| Lancer du disque | Yania Ferrales Cuba                                                            | 56,34 m         | Neolanis Suárez Venezuela                                            | 48,64 m         | Chafree Bain Bahamas                                                                  | 46,25 m         |
| Lancer du marteau | Yunaika Crawford Cuba                                                          | 58,68 m         | Nancy Guillén El Salvador                                            | 58,24 m         | Violeta Guzmán Mexique                                                                | 54,92 m         |
| Lancer du javelot | Laverne Eve Bahamas                                                            | 59,30 m         | Noraida Bicet Cuba                                                   | 57,04 m         | Dalila Rugama Nicaragua                                                               | 42,19 m         |
| Heptathlon | Sheila Acosta Porto Rico                                                       | 5029 pts        | Juana Espinal République dominicaine                                 | 4836 pts        | Beatriz Pompa Mexique                                                                 | 4825 pts        |
| 10 km marche | Rosario Sánchez Mexique                                                        | 45 min 47 s     | Teresita Collado Guatemala                                           | 47 min 36 s     | Ivis Martínez El Salvador                                                             | 48 min 02 s     |
| 4 × 100 m | Jamaïque Astia Walker Nadine Palmer Peta-Gaye Barrett Elva Goulbourne          | 43 s 83         | Cuba Katiuska Pérez Yudalis Díaz Dainelkys Pérez Vírgen Benavides    | 45 s 09         | Guatemala Rossana Rodríguez Carolina Castellanos Denisse Jerez María José Paiz        | 50 s 08         |
| 4 × 400 m | Jamaïque Peta-Gaye Gayle Michelle Burgher Michelle Ballentine Allison Beckford | 3 min 33 s 96   | Porto Rico Militza Castro Beatriz Cruz Yamelis Ortiz Yvonne Harrison | 3 min 36 s 40   | Guatemala Rossana Rodríguez Luz Patricia Valenzuela Sandra Oliveros Ana Lucía Hurtado | 3 min 58 s 03   |
| Records et Performances - AR : Record continental (area record) - CR : Record des championnats (championship record) - MR : Record du meeting (meet record) - NR : Record national (national record) - OR : Record olympique (olympic record) - PR : Record paralympique (paralympic record) - PB : Record personnel (personal best) - SB : Meilleure performance personnelle de la saison (season's best) - WL : Meilleure performance mondiale de l'année (world leader) - WJR : Record du monde junior (world junior record) - WR : Record du monde (world record) Circonstances et Conditions - DNF : N'a pas terminé (did not finish) - DNS : N'a pas pris le départ (did not start) - DQ : Disqualification (disqualification) - NM : Aucun essai valable enregistré (No Mark) - Q : Qualifié « directement » au prochain tour (ou à la prochaine compétition), lors d'une compétition majeure, grâce au classement ou à la réalisation des minima (automatic qualifier) - q : Qualifié au prochain tour (ou à la prochaine compétition), lors d'une compétition majeure, grâce au repêchage ou à la réalisation de l'une des meilleures performances parmi celles des « non qualifiés directement » (grâce au meilleur temps ou à la meilleure distance par exemple) (secondary qualifier) |                                                                                |                 |                                                                      |                 |                                                                                       |                 |

## Tableau des médailles
| Rang | Nation                     | Or | Argent | Bronze | Total |
| ---- | -------------------------- | -- | ------ | ------ | ----- |
| 1    | Cuba                       | 11 | 6      | 4      | 21    |
| 2    | Jamaïque                   | 10 | 10     | 0      | 20    |
| 3    | Mexique                    | 9  | 12     | 8      | 29    |
| 4    | Venezuela                  | 2  | 7      | 4      | 13    |
| 5    | Porto Rico                 | 2  | 4      | 7      | 13    |
| 6    | Barbade                    | 2  | 1      | 6      | 9     |
| 7    | Sainte-Lucie               | 2  | 0      | 0      | 2     |
| 7    | Îles Caïmans               | 2  | 0      | 0      | 2     |
| 7    | Saint-Christophe-et-Niévès | 2  | 0      | 0      | 2     |
| 10   | Guatemala                  | 1  | 1      | 5      | 7     |
| 11   | Bahamas                    | 1  | 1      | 2      | 4     |
| 12   | Bermudes                   | 1  | 0      | 0      | 1     |
| 13   | Nicaragua                  | 0  | 1      | 2      | 3     |
| 13   | El Salvador                | 0  | 1      | 2      | 3     |
| 15   | République dominicaine     | 0  | 1      | 0      | 1     |
| 16   | Trinité-et-Tobago          | 0  | 0      | 2      | 2     |
| 17   | Costa Rica                 | 0  | 0      | 1      | 1     |
| 17   | Îles Vierges britanniques  | 0  | 0      | 1      | 1     |